# 한국말산업고등학교
한국말산업고등학교(韓國말産業高等學校)는 대한민국 전라남도 장흥군 대덕읍 신월리에 있는 공립 고등학교이다.

## 학교 연혁
- 1985년 3월 8일 : 대덕종합고등학교 개교(보통과 3학급, 상업과 2학급)
- 2011년 7월 20일 : 전라남도교육청 지원형 특성화고 지정
- 2013년 3월 1일 : 한국말산업고등학교로 교명 변경
- 2016년 9월 2일 : 말산업 전문인력 양성기관 지정(농림축산식품부)
- 2025년 1월 9일 : 제38회 졸업생 6명(총 졸업생 2,726명)
- 2025년 3월 1일 : 제16대 김희헌 교장 부임
- 2025년 3월 4일 : 2025학년도 신입생 입학

## 설치 학과
- 말산업육성과

## 참고 자료
- 한국말산업고등학교 - 한국교육학술정보원 학교알리미